# Hans Jessen Show/Episodenliste
In dieser Episodenliste werden alle Videos Sendungen des Formats Hans Jessen Show - Deine Politiksprechstunde aufgeführt. Sämtliche Folgen befinden sich auf YouTube und unter www.jungundnaiv.de. Die Sortierung folgt der Nummer (neueste zuerst):
Stand: 18. Dezember 2022
| Folge | Anrufer (ggf. Anmerkung) mit Alter und Thema | Datum         | Länge (min) |
| ----- | --- | ------------- | ----------- |
|       | Mit Aimée van Baalen von der Letzten Generation | 10. Nov. 2022 | 141:40      |
| 26    | Mit Alena Buyx vom Deutschen Ethikrat | 6. Apr. 2022  | 117:32      |
| 25    | Mit Schulsprecher Anjo Genow über #Wirwerdenlaut | 8. Feb. 2022  | 108:20      |
|       | Spezial - mit Martin Sonneborn (Die PARTEI) A | 21. Sep. 2021 | 166:35      |
| 24    | Mit Ulrike Herrmann von der taz - Marc über die Bedienung veralteter ökonomischer Weisheiten im Bundestagswahlkampf - Matthias (25) über die Nicht-Thematisierung der bairischen Klientelpolitik der CSU in den Medien | 14. Sep. 2021 | 103:45      |
| 23    | Spezial - Marcus Grotian - Daniel Lücking über Afghanistan & die Ortskräfte | 17. Aug. 2021 | 150:55      |
| 22    | Spezial - mit Albrecht von Lucke | 21. Juli 2021 | 131:05      |
| 21    | Spezial - mit Canan Bayram (Die Grünen) | 6. Juli 2021  | 101:20      |
| 20    | Spezial - mit Karl Lauterbach (SPD) | 8. Juni 2021  | 95:04       |
| 19    | Spezial - mit Omri Boehm zu Israel & Palästina | 25. Mai 2021  | 209:50      |
| 18    | Spezial - mit Intensivpfleger Ricardo Lange | 11. Mai 2021  | 139:25      |
| 17    | - Philipp (21) über #allesdichtmachen - Theresa (25) über Ausbildung vs Studium - Düzi (26) über Meinungsfreiheit - Rosa (20) über ihre aktuelle Situation (3. Gespräch) - Roland (27) über Alltagsrassismus - Miriam (32) über eine ungewisse Zukunft - Stefan (44) über unsere Holznutzung | 27. Apr. 2021 | 152:00      |
| 16    | - Hannelore (69) über NSU & Hanau - Bastian (31) über die Union in der Opposition - Undine (40) über Kirche & Klimawandel - Johannes (18) über Jugendliche in der Pandemie - Vivien (17) über ihre Petition für kostenlose Kondome für junge Menschen - Horst (56) über die Situation freier Musiker*innen                                                                                              | 13. Apr. 2021 | 137:32      |
| 15    | - Arzt Christian (58) über die aktuelle Situation der Intensivmedizin - Aisha (39) über Solidarität in der Pandemie - Benny (28) über die Situation in der Gastronomie - Charlotte (25) über Visionslosigkeit der Politik - Albrecht von Lucke (53) über das Horse Race in der Union - Anne (36) über gesellschaftliche Spaltung                                                                        | 30. März 2021 | 149:05      |
| 14    | - Nicole (30) über ihre Angst vor einer "Zwangsimpfung" - Simon (20) über Holz und den Wald - Basti (38) über seinen Frust über die deutsche Corona-Politik - Jenny (36) über „Ehrenerklärungen“ der Unionsfraktion im Bundestag (2. Gespräch) - Rico (50) über Energieeinsparung - Raminata (45) über alleinerziehend in der Pandemie                                                                  | 16. März 2021 | 175:35      |
| 13    | - Lisa (39) über Home Office & Verweigerung von Unternehmen - Stefanie (41) über den Missbrauch in der Kirche & fehlende Aufklärung - Niklas (22) über den Flensburger Bahnhofswald - Richard (52) über die Krise der Bauern & in der Landwirtschaft - Marie (30) über Vorteile der Gentechnik - Carina (29) über Wohnraum                                                                              | 2. März 2021  | 149:20      |
| 12    | - Sabine (53) über die NoCovid- und ZeroCovid-Strategien - Lehrer Christian (33) über gesellschaftliche Kipppunkte - Katja (57) über unser Bildungssystem und Bildungsföderalismus - Boris (50) über den Ausbau der digitalen Infrastruktur - Philipp (34) über den gesellschaftlichen Umgang mit Depression                                                                                            | 23. Feb. 2021 | 129:44      |
| 11    | - Nico (24) über den Umgang mit "Corona-Leugnern" - Maja & Ben (20) über ihren Schulstreik - Robin (28) über "Impfneid" - Christin (27) über Gentrifizierung & Mietendeckel - Tino (35) über Vermietertricks & Abgeschlossenheitserklärungen - Lars (21) über seine Arbeit in der Psychiatrie | 16. Feb. 2021 | 168:15      |
| 10    | - Javi über Profifußball während der Pandemie - Joana über Nawalny vs Assange - Peer über Feminismus & Geschlechterrollen - Friedrich Küppersbusch über die SPD - Jette über Erfahrungen mit dem Jobcenter - Ruby über Erfahrungen mit dem Jobcenter - Carl über Linkspopulismus | 9. Feb. 2021  | 160:50      |
| 9     | - Manfred (74) über gesellschaftliche Probleme als schwuler Afrodeutscher - Emma (24) über Polizeigeschichte und "Defund The Police" - Christian (33) über Sozialneid und Hartz 4 - Nathalie (28) über ihre Arbeit in der Kita - Lazhar (28) über seine Arbeit und die Tarifflucht bei Thalia - Eve (22) über intersektionalen Feminismus                                                               | 2. Feb. 2021  | 157:40      |
| 8     | - Birgit (56) über mündige Bürger & kleine Menschen - Laurentz (19) über Begnadigungen - Moni (37) über ihre Arbeit als Erzieherin - Patrick (29) über Arbeiten im Supermarkt - Julia (24) über Gesundheit & Klimawandel - Christoph (37) über praktisches Tun beim Klimaschutz | 26. Jan. 2021 | 146:15      |
| 7     | - Markus (41) über Corona-Hilfen & Home Office - Anja (42) über die Situation von Obdachlosen - Lutz (25) über Zivilen Ungehorsam & Kapitalismuskritik - Eik (38) über Prävention & FFP2-Masken - Maria (34) über Gemeinnützigkeit - Lisann (31) über das Atomwaffenverbot - Theresia (18) über Nordstream 2                                                                                            | 19. Jan. 2021 | 135:00      |
| 6     | - Martina (54) über Krankenpflege - Lehrer Tobi (34) über Schulöffnungen - Shayenne (26) über Rechte von Transpersonen - Christian (20) über die Veranstaltungsbranche - Angelika (30) über Veganismus - Tobi (24) über Pflege in der Akutpsychiatrie | 12. Jan. 2021 | 151:30      |
| 5     | - Angela (50) über den Assange-Prozess - Ela (38) über ihre Arbeit im Gefängnis - Balthasar (23) über Bürgerräte - Jacqueline (40) über den Alltag von Menschen mit Behinderung - Andreas (34) über Komplexität - Katja (37) über Politikunterricht als Lehrerin - Leo (25) über realistische Migrationspolitik                                                                                         | 5. Jan. 2021  | 175:55      |
| 4     | - Tim (22) über die Corona-Impfung, Impfbereitschaft & -reihenfolge - Iris (52) über ihre Aktivitäten in der Kommunalpolitik - Berzan (28) über Erfahrungen mit Nazigewalt, Staat & Justiz - Haze (36) über ihre Arbeit in der Ausländerbehörde - Julian (28) über moralische Dilemmata im Beruf - Laura (32) über die Distanz zwischen Handwerk & Politik - Aaron (21) über das Böllern & Böllerverbot | 29. Dez. 2020 | 161:30      |
| 3     | - Andrea (40) über Weihnachten - Daniel (38) über Weihnachten - Georg (62) über Ambulate Pflege - Christina (24) über Pflege - Rosa (20) erneut über Pflege (2. Gespräch) - Kay (17) über Fridays for Future - Laura (37) über Politikeraussagen - Pfarrer Karl (32) über Gottesdienste | 22. Dez. 2020 | 151:14      |
| 2     | - Maxi (20) über das Tempolimit - Lou (23) über die Corona-Impfung - Klaus (30) über die Arbeit im Gesundheitsamt - Rosa (20) über die Arbeit als Krankenschwester - Momen (37) über Integration - Alina (22) über politische Labels - Sören (26) über Pressesprecher und Lokaljournalismus - Nur (27) über Utopien                                                                                     | 15. Dez. 2020 | 165:51      |
| 1     | - Bianca (36) über das "Stahlbad" Politik - Jonas (18) über Corona in Schulen - Murat (36) über Gerechtigkeit - Rita (24) über den Dannenröder Wald - Rui (35) über Politik verstehen - Lennart (26) über die FDP - David (20) über Linke vs Grüne - Jenny (36) über den Rundfunkbeitrag und Sachsen-Anhalt                                                                                             | 8. Dez. 2020  | 131:12      |

## Anmerkung
A Tilo Jung vertritt Hans Jessen